# Chór Miasta Szydłowca „Gaudium Canti”
Chór Miasta Szydłowca "Gaudium Canti" − amatorski chór czterogłosowy.
Powstał w 1999 przy Szydłowieckim Centrum Kultury - Zamek. Kierownikiem artystycznym oraz autorem licznych aranżacji utworów wykonywanych przez chór jest Danuta Klepaczewska. Jego prezesem jest Marzena Olszewska. Chór jest objęty honorowym patronatem Burmistrza Miasta i Gminy Szydłowiec.

## Nagrania
1. Radość śpiewania, Szydłowiec − Warszawa 2009 r.

## Osiągnięcia
- 2004 − Nagrody "Piękniejsza Polska" dla Danuty Klepaczewskiej i Cezarego Słonia
- 15 czerwca 2007 − I Przysuskie Spotkania Chóralne "Z wizytą u Kolberga" − nagroda za najciekawszy program oraz za oryginalne opracowanie utworu ludowego
- 7 października 2007 − I Szydłowieckie Spotkania Chóralne − Prezentacja Chórów Stolic Kulturalnych Mazowsza − nagroda
- czerwiec 2008 − II Przysuskie Spotkania Chóralne "Z wizytą u Kolberga" − nagroda za najciekawszy program
- 18 października 2008 − II Szydłowieckie Spotkania Chóralne − nagroda
- 7 czerwca 2009 − II Przegląd Chóralnej Pieśni Sakralnej w Skarżysku-Kamiennej − I miejsce
- 24 kwietnia 2014 - nagroda "Zasłużony dla Kultury Powiatu Szydłowieckiego" na 15-lecie istnienia Chóru
- 27 listopada 2023 - Nagroda Marszałka Województwa Mazowieckiego za działalność chóru

### Inne ważne koncerty
- Udział w Przysuskich Spotkaniach Chórów "Z wizytą u Kolberga" (od 15 czerwca 2007)
- Organizacja i udział Szydłowieckich Spotkań Chóralnych im. Zofii Stachowskiej na Zamku w Szydłowcu (od października 2007)
- Koncerty z okazji rocznicy beatyfikacji Jana Pawła II (od 1 maja 2012)
- Coroczne koncerty otwierające Zjazd Radomskiego Stowarzyszenia Pokoleń
- Koncerty okolicznościowe (Dni Papieskie, śluby, święta, uroczystości, Dożynki), koncerty kolęd
- Udział w Dniach Papieskich oraz zjeździe Wspólnoty Rodzin Katolickich w Pabianicach
- Koncert w kościele św. Łukasza w Radomiu w cyklu charytatywnych spotkań pod hasłem "Wyśpiewajmy wakacje" (2 lutego 2001)
- Benefis dyrygentki chóru − Danuty Klepaczewskiej (16 lutego 2001)
- Koncert z okazji III Spotkania Wilnian i Kresowian w Skarżysku-Kamiennej (15 września 2001)
- Koncert z okazji Zjazdu Wspólnoty Rodzin Katolickich w Pabianicach (14 października 2002)
- Msza Święta w szydłowieckiej farze transmitowana przez TV Polonia (2 grudnia 2002)
- Msza św. z okazji 25-lecia kapłaństwa Rektora WSD w Radomiu ks. Wacława Depo (16 lipca 2003)
- Udział i organizacja uroczystości nadania dyplomów "Piękniejsza Polska" pod honorowym patronatem Prezydenta RP Aleksandra Kwaśniewskiego (Szydłowiec) (28 lutego 2004)
- Udział w Dniach Papieskich w Klasztorze Cystersów w Wąchocku (10 października 2004)
- Koncert z okazji I Zjazdu Samorządów Miejskich w Szydłowcu (6 listopada 2004)
- Udział w V Europejskich Spotkaniach Chóralnych (11 grudnia 2004)
- Spotkanie opłatkowe Towarzystwa Przyjaciół Wyższego Seminarium Duchownego w Radomiu (23 stycznia 2005)
- Koncert w ramach imprezy "Sarmackie klimaty u Odrowążów" w Pałacu Odrowążów (Manor House) w Chlewiskach (2005)
- XII Cecyliańskie Dni Muzyki Sakralnej w Radomiu (22 listopada 2005)
- Koncert żałobny ku czci Papieża Jana Pawła II w Pawłowie (2 kwietnia 2006)
- Koncert w ramach obchodów Dni Papieskich w Opactwie Cystersów w Wąchocku (październik 2006)
- II Zjazd Kresowian i Sybiraków w Skarżysku-Kamiennej (2006)
- Uroczystości Ingresu Biskupiego ks. Wacława Depo (8 października 2006)
- Udział w eliminacjach XIII Ogólnopolskiego Festiwalu Kolęd i Pastorałek im. ks. Kazimierza Szwarlika w Będzinie (grudzień 2006)
- Udział w uroczystościach ósmej rocznicy wizyty Jana Pawła II w Zamościu (12 czerwca 2007)
- Udział w I Przysuskich Spotkaniach Chórów "Z wizytą u Kolberga" (15 czerwca 2007)
- Dwa koncerty na Helu (2007)
- Pożegnanie zmarłej chórzystki − Stanisławy Środa (14 lipca 2007)
- I Szydłowieckie Spotkania Chóralne (październik 2007)
- II Przegląd Chóralnej Pieśni Sakralnej w Skarżysku-Kamiennej (7 czerwca 2009)
- Koncert z okazji 10-lecia istnienia chóru na III Szydłowieckich Spotkaniach Chóralnych im. Zofii Stachowskiej (17 października 2009)
- Koncert z okazji 20-lecia samorządu terytorialnego w Szydłowcu
- Koncert kolęd "Gdy się Chrystus rodzi..." w Przysusze (17 stycznia 2010)
- Koncert Noworoczny w Szydłowcu (24 stycznia 2010)
- III Przegląd Chóralnej Pieśni Sakralnej w Skarżysku-Kamiennej (13 czerwca 2010)
- Koncert kolęd w Skarżysku-Kościelnym (9 stycznia 2011)
- Koncert Kolęd i Piosenek Bożonarodzeniowych "Wesoła Nowina" w Przysusze (29 stycznia 2011)
- Koncert w bazylice Grobu Bożego w Miechowie (19 czerwca 2011)
- Koncert kolęd "Dzisiaj w Betlejem" w Busku-Zdroju (6 stycznia 2012)
- Koncert Noworoczny dedykowany śp. Leszkowi Kozłowskiemu (13 stycznia 2012)
- Pożegnanie śp. Leszka Kozłowskiego − wieloletniego członka i przyjaciela chóru (20 stycznia 2012)
- I rocznica beatyfikacji Jana Pawła II (1 maja 2012)
- Udział w Buskich Spotkaniach Chóralnych w Busku-Zdroju (6 maja 2012)
- Inauguracja Roku Akademickiego 2012/2013 Uniwersytetu Trzeciego Wieku Kozienickiego Domu Kultury (13 września 2012)
- IV Sejmik Ziemi Odrowążów w Manor House (Chlewiska) (7 grudnia 2012)
- Koncert kolęd w Skarżysku-Kamiennej (osiedle Bór) (6 stycznia 2013)
- Gościnny występ z okazji 20-lecia Chóru Nauczycielskiego "Canto" z Przysuchy (19 października 2013)
- Udział w V Spotkaniach Chóralnych w Miejskim Domu Kultury w Radomsku (nawiązanie współpracy z Chórem Stowarzyszeniem Muzyki Chóralnej "Cantabile" z Radomska) (26 października 2013)
- Koncert kolęd z okazji opłatka samorządowców z terenu diecezji radomskiej w Wyższym Seminarium Duchownym w Radomiu (10 stycznia 2014)
- Koncert w Ostrej Bramie w Wilnie (Litwa) (30 czerwca 2014)
- Koncert w parafii Matki Bożej Królowej Pokoju w Nowej Wilejce (Litwa) (1 lipca 2014)
- Koncert w Centrum Folkloru Polskiego "Karolin" - siedziby Zespołu Pieśni i Tańca "Mazowsze" w Otrębusach (koncert związany z odbiorem Nagrody Marszałka Województwa Mazowieckiego".

## Repertuar
Dorobkiem chóru jest ponad 200 koncertów w kraju i 2 na Litwie. Bierze również udział w przeglądach, konkursach oraz uroczystościach państwowych i kościelnych.
W repertuarze Gaudim Canti znajdują się głównie pieśni religijne i patriotyczne. Są to psalmy (gł. w tłum. Mikołaja Gomółki), pieśni z oratoriów, kolędy, pastorałki i pieśni wielkanocne. Nie brak piosenek ludowych i popularnych.

## Członkowie chóru

### Obecni członkowie
Grupa składa się z ok. trzydziestu osób reprezentujących różne zawody i środowiska. 
Są to w kolejności alfabetycznej (stan na 30.01.2014):
1. Teresa Dziwirek − I sopran
2. Barbara Gadowska − alt, solistka
3. Aldona Gałązka − II sopran
4. Maria Jost-Prześlakowska − II sopran, solistka
5. Agnieszka Kaczmarek - alt
6. Barbara Kaprzyk − alt
7. Danuta Klepaczewska − dyrygent, aranżer, akompaniator
8. Elżbieta Łata − I sopran
9. Mariola Mamla − alt
10. Pelagia Małgorzata Nowak − II sopran
11. Marzena Olszewska − II sopran
12. Bożena Pałka − I sopran
13. Jadwiga Pobideł − I sopran
14. Klaudia Pudzianowska − alt
15. Magdalena Sobieraj − I sopran, solistka
16. Grażyna Szymkiewicz − I sopran
17. Beata Wójcik − alt
18. Magdalena Gozdek - alt

Chórowi towarzyszy często Zuzanna Gadowska (skrzypce).

### Byli członkowie
1. Agnieszka Banaszczyk
2. Ilona Bębenek
3. Justyna Bębenek-Augustyniak
4. Marzena Bielik
5. Paweł Bloch
6. Joanna Jarosz-Czapnik
7. Alicja Głuchowolska
8. Bożena Górlicka
9. Małgorzata Grochal
10. Renata Indyka
11. Artur Jaroń
12. Dorian Kaczmarzyk
13. Katarzyna Klepaczewska
14. Justyna Kołodziej
15. śp. Beata Kornacka
16. śp. Leszek Kozłowski (zm. 16.01.2012)
17. Jolanta Kuśmierz
18. Teresa Łączyńska
19. Ewa Matla
20. Zbigniew Matla
21. Piotr Niewadzisz
22. Dorota Orman
23. Jan Piwowarczyk
24. Marek Plewa
25. Anna Pobideł
26. Ilona Sasal
27. Żaneta Sasin
28. Cezary Słoń
29. Maria Słoń
30. Józef Sokołowski
31. Kinga Szymkiewicz
32. śp. Stanisława Stefania Środa (zm. 11.07.2007)
33. Małgorzata Wąsik
34. Magdalena Wójcik
35. Stella Adamczyk-Janczyk − II sopran
36. Andrzej Czapnik − tenor, solista
37. Ilona Czapnik − II sopran
38. Adrian Dąbek − bas, solista
39. śp. Dorota Kłosowska − alt
40. Zenon Środa − tenor
41. Michał Tyka − bas
42. Zofia Walas - II sopran
43. Barbara Wiernicka − I sopran, solistka
44. Elżbieta Wilk − alt
45. Tomasz Pałka − tenor
46. Lucjan Krzysiek − tenor
47. Rozalia Kucper − I sopran
48. Teodor Kurzępa − bas
49. Marek Janczyk − bas
50. Roman Masiarz - tenor, solista
51. Dorota Nikodym-Wismont − alt
52. Jarosław Nowak − tenor